# Jean Devalde
 Jean Émile Arthur Dewalde dit Jean Devalde, né le 8 octobre 1888 à Anvers (Belgique) et mort le 12 juillet 1982 à Neuilly-sur-Seine (Hauts-de-Seine), est un acteur et imprésario de cinéma français d'origine belge,.

## Biographie
Marié à l'actrice Janine Viénot, il devient, après sa carrière d'acteur, l'impresario notamment de Pierre Fresnay, Yvonne Printemps, Pierre Richard-Willm et Edwige Feuillère. 

## Filmographie
- 1911 : Le Trust ou les Batailles de l'argent de Louis Feuillade
- 1917 : Judex 1 : Prologue + L'ombre mystérieuse de Louis Feuillade
- 1917 : Judex 2 : L'expiation de Louis Feuillade
- 1917 : Judex 3 : La meute fantastique de Louis Feuillade
- 1917 : Judex 4 : Le secret de la tombe de Louis Feuillade
- 1917 : Judex 5 : Le moulin tragique de Louis Feuillade
- 1917 : Judex 8 : Les souterrains du château rouge de Louis Feuillade[4]
- 1917 : Judex 9 : Lorsque l'enfant parut de Louis Feuillade
- 1917 : Judex 10 : Le secret de Jacqueline de Louis Feuillade
- 1917 : Judex 11 : L'ondine... et Sirène de Louis Feuillade
- 1923 : Le Gamin de Paris de Louis Feuillade
- 1923 : La Guitare et le Jazz-band de Gaston Roudès
- 1924 : L'Ombre du bonheur de Gaston Roudès
- 1926 : Le Juif errant de Luitz-Morat
- 1929 : La Maison des hommes vivants de Marcel Dumont et Gaston Roudès
- 1932 : Enlevez-moi de Léonce Perret